# 15911 Davidgauthier
15911 Davidgauthier (1997 TL21) là một tiểu hành tinh vành đai chính được phát hiện ngày 4 tháng 10 năm 1997 bởi Spacewatch ở Kitt Peak.